# Kurt Vaas
Kurt Vaas (* 14. November 1929; † 17. Februar 2010) war ein deutscher Fußballspieler.
Der Mittelfeldspieler spielte bereits in der A-Jugend für Union Böckingen. Nach zwei Zwischenstationen beim Ulmer SC und der TSG Ulm 1846 war Kurt Vaas bis 1954 für Union Böckingen in der II. Division und der 1. Amateurliga Württemberg aktiv. Zur Saison 1954/55 wechselte Vaas zum SSV Reutlingen 05, dem gerade die Rückkehr in die Oberliga Süd gelungen war. Dort wurde er mit den Aufsteigern aus Reutlingen Vizemeister und qualifizierte sich somit mit dem SSV für die Qualifikationsrunde der Endrunde um die deutsche Meisterschaft 1955. Dort war Kurt Vaas sowohl bei der 0:3-Niederlage des SSV Reutlingen gegen den SV Sodingen in der ersten Qualifikationsrunde als auch gegen Wormatia Worms bei der 1:2-Niederlage seiner Reutlinger in der zweiten Qualifikationsrunde im Einsatz. Nach dem Abstieg in der folgenden Oberligaspielzeit stieg Vaas mit dem SSV Reutlingen in der II. Division 1956/57 direkt wieder auf. Nachdem sich am 14. Dezember 1957 am 18. Spieltag der Oberligasaison 1957/58 gegen den BC Augsburg der Reutlinger Stammtorhüter Karl Bögelein verletzte und Horst Gernhardt als Ersatz für Bögelein innerhalb von zwei Minuten zwei Gegentore kassierte, übernahm Kurt Vaas für die restliche Spielzeit die Aufgabe des Torhüters. Dabei kassierte er kein Gegentor und hielt einen Elfmeter von Helmut Haller. 1962 beendete Vaas seine aktive Karriere, nachdem er mit dem SSV Reutlingen an einem internationalen Turnier in New York City teilgenommen hatte. Insgesamt absolvierte er für den SSV Reutlingen 101 Oberligaspiele, in denen er 3 Tore erzielte. Nach seiner Zeit als Spieler war Kurt Vaas für die Amateurmannschaft und im Jugendbereich als Trainer für den SSV Reutlingen tätig. Hauptberuflich arbeitete Vaas lange als Lagerist.